# Martin Lange (Zimmerer)

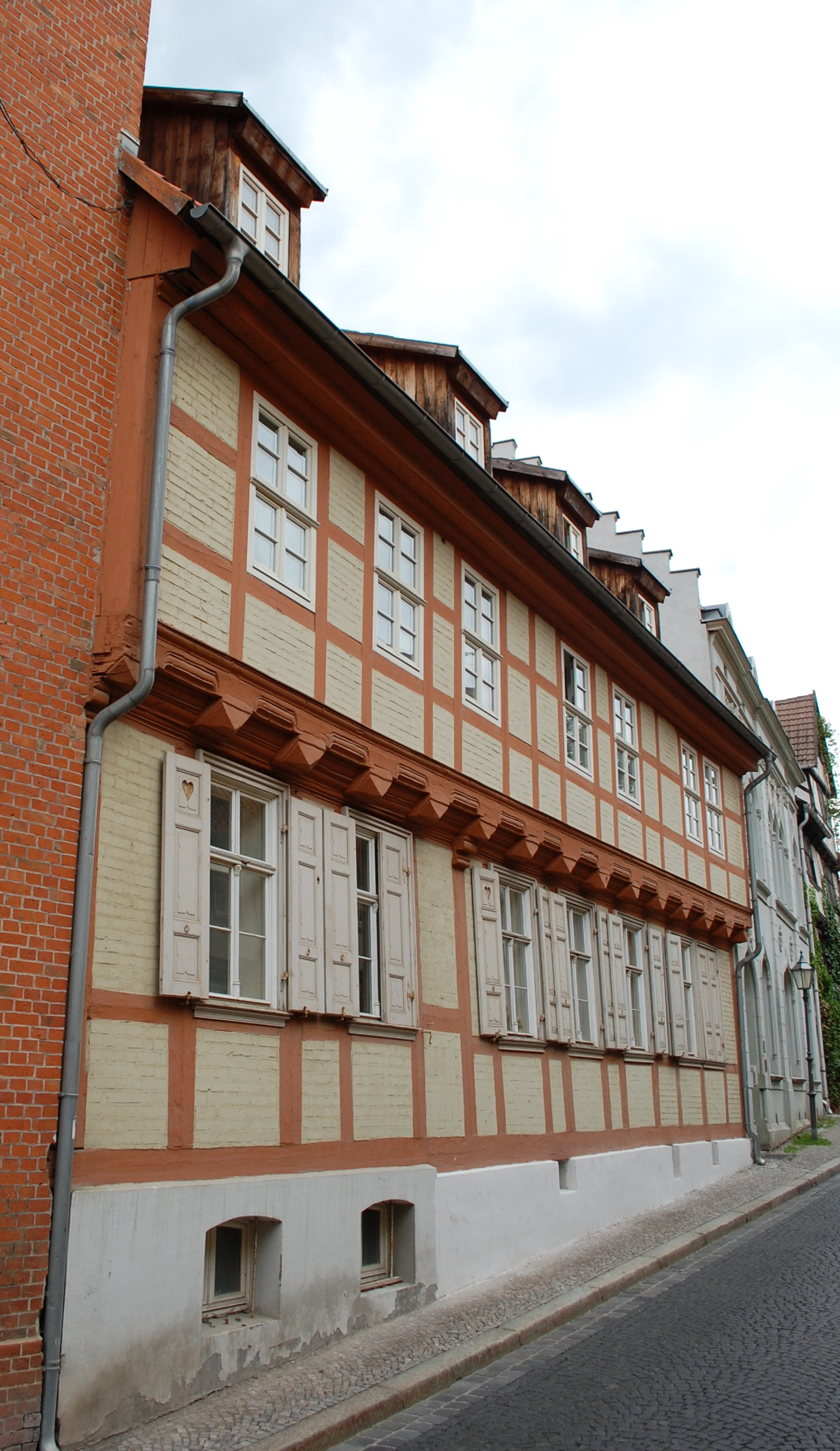
Mühlenstraße 17

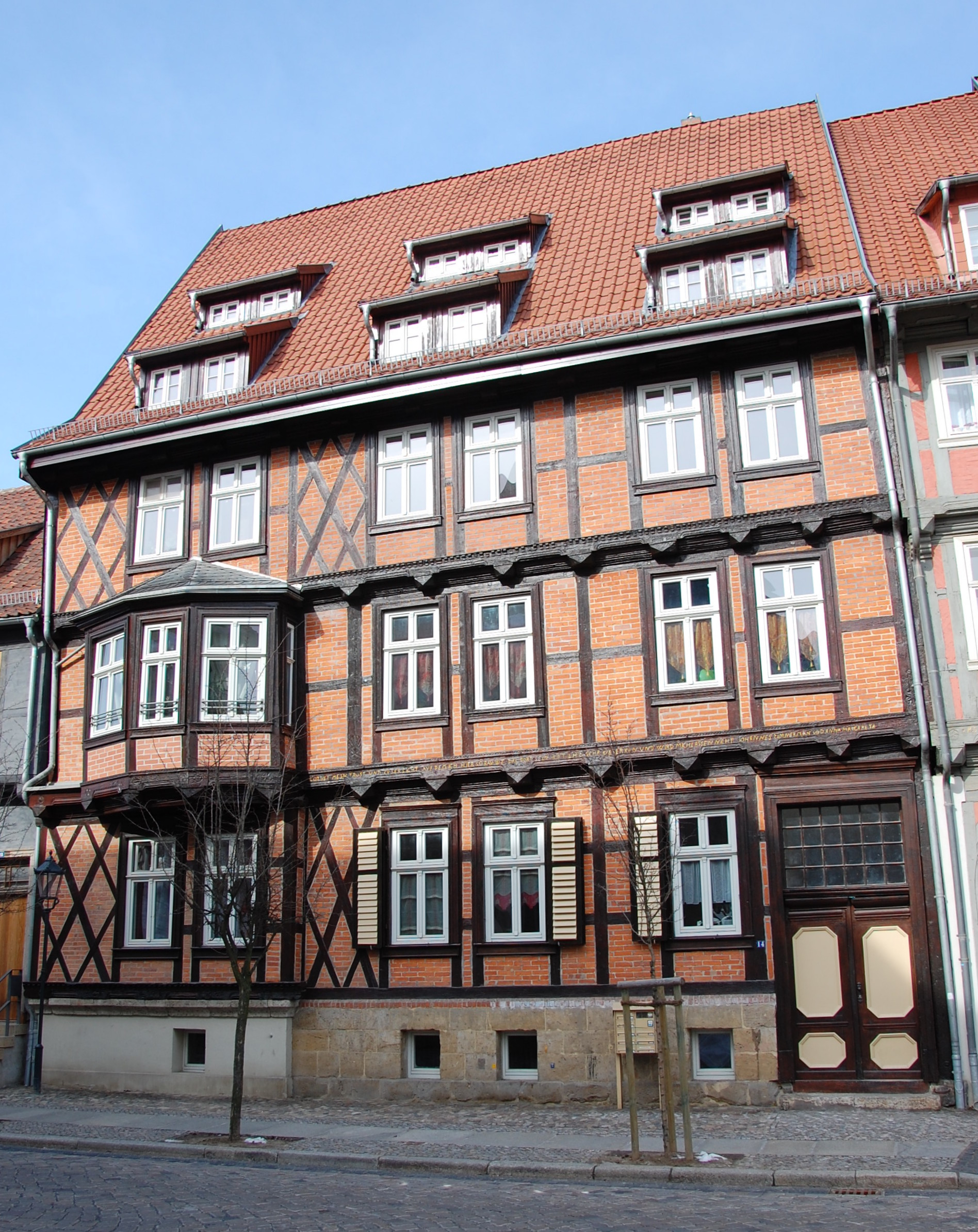
Breite Straße 14

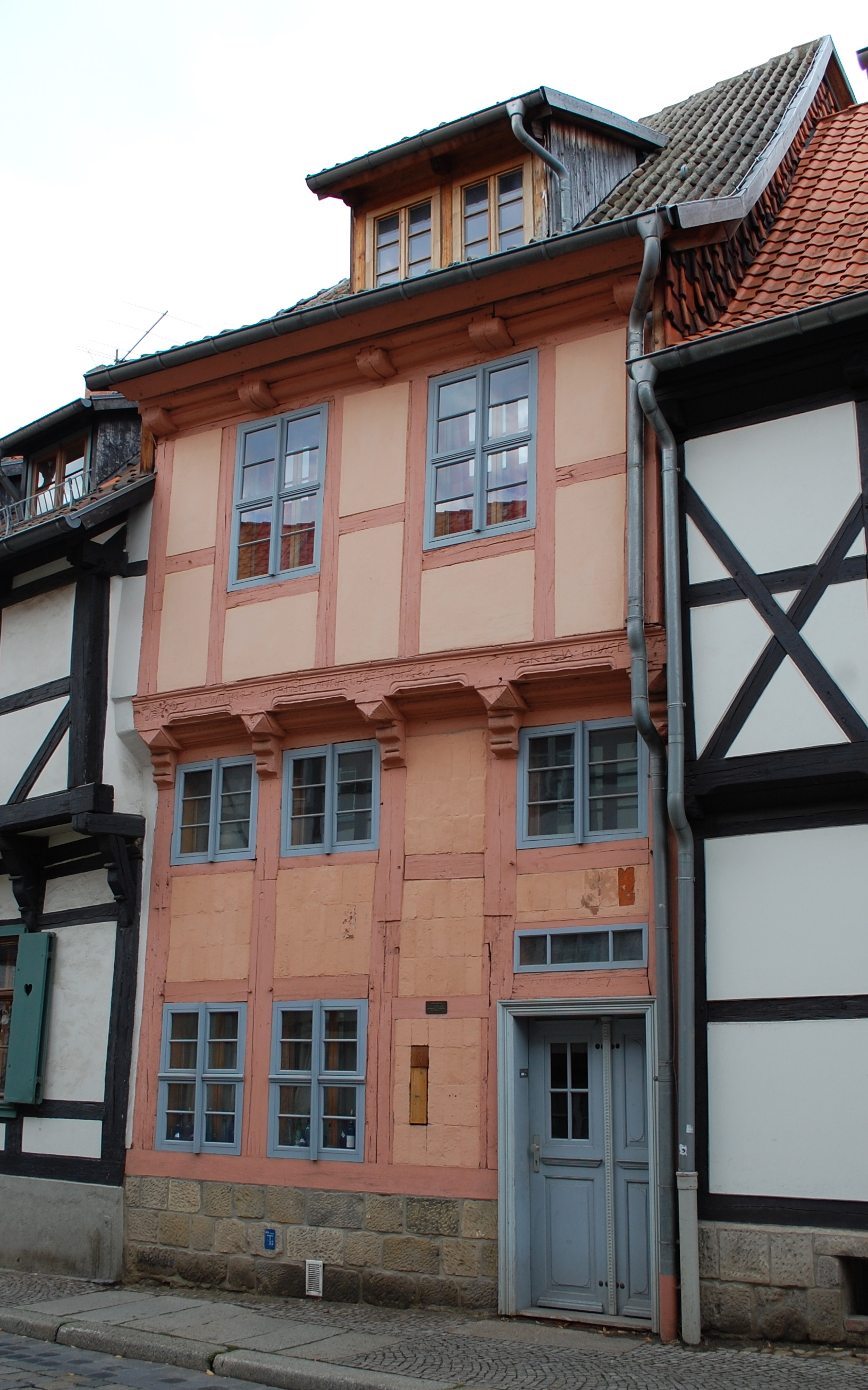
Altetopfstraße 8

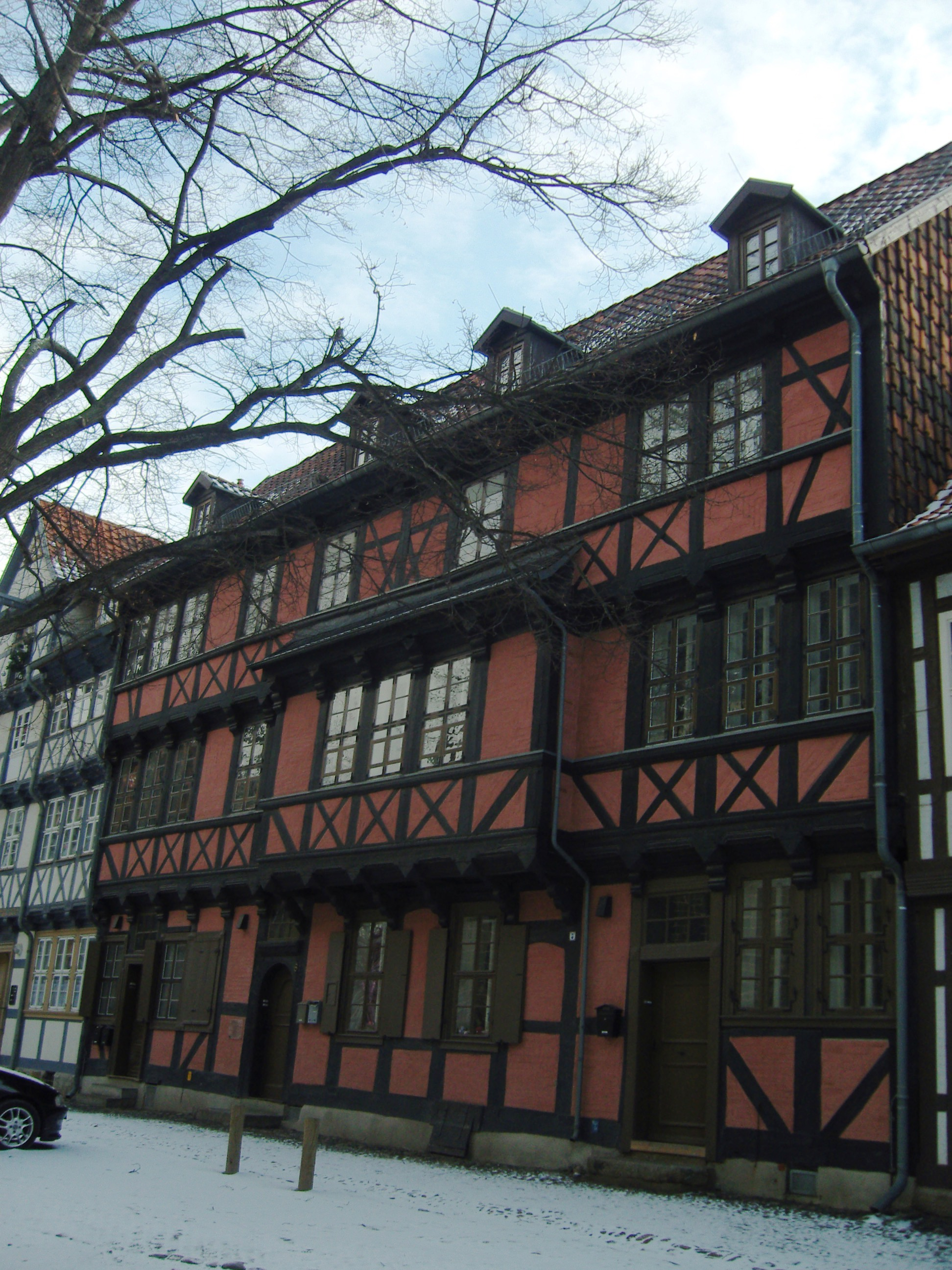
Marktkirchhof 7–9

Martin Lange (auch Marten Lange, * 16. Februar 1636 in Quedlinburg; † nach 1702) war ein Zimmermeister. Er schuf mehrere noch heute erhaltene und zum UNESCO-Weltkulturerbe gehörende Fachwerkhäuser in Quedlinburg.

## Leben
Lange war ein Sohn von Martin Lange und Catharina Frindt; sie wurden in einer Bescheinigung in Quedlinburg am 13. Februar 1684 als Großeltern von Hans Lorenz Lange angegeben. Lange heiratete am 4. November 1662 in der Quedlinburger Neustadt Elisabeth geb. Müller genannt Becker aus Gernrode, eine Tochter von Nicolaus Müller genannt Becker und Catharina geb. Möhlenberg. Überliefert ist, dass am 6. November 1664 ein Kind Langes beigesetzt wurde. Ein Sohn, Johann (auch Hans) Laurentius (auch Lorentz) Lange wurde um September 1665 in Quedlinburg geboren. Er heiratete am 1. November 1697 in Mittweida Dorothea Elisabeth Hermann (* 12. September 1679 in Mittweida; † 7. Februar 1745 in Mittweida), eine Tochter von dem Mittweidaer Seidenkramer und Bürger, Gottlieb Hermann und Anna Dorothea Hermann geb. Hermann. Johann Laurentius Lange war Bürger in Mittweida seit 1697, Kauf- und Handelsmann und Bürgermeister in Mittweida, wo er am 8. März 1752 starb. Im Bestattungseintrag wird er als "Ein Mann von großen Reichthum und Vermögen, alt. 86½" beschrieben. Ein 2. Sohn war der Zimmermeister Joachim Andreas Lange (* 8. Januar 1668 in Quedlinburg; † nach 16. März 1735), verheiratet mit Clara Margaretha geb. Bodenstein, und in 2. Ehe mit Elisabeth Hartung († Juli 1717 in Quedlinburg), Stifter der holländischen und britischen Linien der Familie Lange.
1671 errichtete er mit dem Haus Mühlenstraße 17 das erste seiner bekannt gewordenen Gebäude. Insgesamt sind etwa 28 Bauten bekannt, die bis 1705 entstanden. Hiervon sind 23 erhalten. Er hinterließ an den Gebäuden dabei jeweils Inschriften, die auch seinen vollen Namen enthielten: M. Martin Lange ZM. Er war Vorsteher des Zimmerergewerkes in Quedlinburg und war daher auch mit der Errichtung bedeutender städtischer Gebäude befasst.
Die Oberstockschwelle seiner Bauten verzierte er häufig mit Blumenranken. Auch schnitzte er in die Füllhölzer Tröpfchenfriese. Ab 1690 setzte er statt der bis dahin typischen flachen, hohen Schiffskehlen häufig schmale Fasen. Häufig setzte er Andreaskreuze, Rautenkreuze und Halbe-Mann-Figuren ein. Bis 1688 verwandte er auch Brüstungsstreben. Ab 1695 setzte er statt des Halben Mannes stockwerkshohe Streben ein. Seine Arbeiten bilden die Entwicklung in der Fachwerksgestaltung seiner Zeit ab. Der letzte bekannte erhaltene Bau, der Umbau des Hauses Schmale Straße 24, aus dem Jahr 1702, verzichtet auf eine kunstvolle Fassadengestaltung. Lange änderte das hier verwandte Handwerkswappen auf die Darstellung von Axt und Bundhaken. Er verzichtete auf den Stechzirkel als Symbol der Entwurfstätigkeit. Es wird vermutet, dass es sich bei diesem Gebäude um das Wohnhaus Langes gehandelt haben könnte.
Vermutlich verzog Martin Lange Anfang des 18. Jahrhunderts aus Quedlinburg. Sein weiteres Schicksal ist unbekannt.

## Bauten
Folgende Bauten Langes sind bekannt:
- Mühlenstraße 17, 1671
- Augustinern 41, 1675
- Stieg 6, 1678
- Konvent 2, 1680
- Breite Straße 14, um 1680
- Word 18, 1681
- Konvent 20a, 1683, nicht erhalten
- Stieg 20, 1684
- Heiliggeiststraße 28, 1685
- Reichenstraße 40, 1686
- Neuer Weg 20, 1686, nicht erhalten
- Altetopfstraße 8, 1687
- Marktkirchhof 7–9 (Wohnhaus für städtische Bedienstete), 1688
- Steinweg 48 links, 1688
- Lange Gasse 21 (Predigerhaus der Schloßgemeinde), um 1688, nicht erhalten
- Blasiistraße 28, 1689
- Kornmarkt 7 (Ratswaage), 1690
- westlicher Gebäudeteil der Kaiserstraße 36 (Fohlenhof), 1690[13]
- Anbau Schmale Straße 60, 1692
- Word 14, 1693, nicht erhalten
- Konvent 30, 1693
- Marktkirchhof 16 (Knabenschule), 1694
- Blasiistraße 10, westliches Hofgebäude, 1695
- Ballstraße 10, 1695
- Lange Gasse 16, 1695
- Steinweg 45, 1696
- Augustinern 25, 1696
- Goldstraße 6, 1697
- Schmale Straße 24, 1702
- Konvent 35, 1705, nicht erhalten